# Araratsletten
Araratsletten (armensk Արարատյան դաշտավայր, tyrkisk: Ağrı Ovası) er en af de største sletter i Det armenske højland og går fra vestsiden af Sevan-området ved foden af Geghambjergene. I nord grænser sletten til bjerget Aragats og mod syd til  Ararat. Floden Araks deler sletten i to og den nordlige del ligger i Armenien, mens den sydlige ligger i Tyrkiet. Den tyrkiske del af sletten er vurderet som et internationalt  Important Bird Area.
Araratsletten og Sevan-området er solrige områder med omkring 2.700 soltimer om året.